# 身份 (以色列)
身份（希伯来语 ：זֶהוּת）是以色列的一个自由意志主义政党，全名叫身份 - 猶太人的以色列運動，由莫舍·費格林于2015年创立。   其平台的核心是促进个人自由 ，包括经济自由 ，并将以色列的主权擴張至全约旦河西岸 。 此外，該黨表示大麻合法化將成为其2019年议会选举后加入任何政府內閣的条件。

## 历史

### 猶太起源（英语：Manhigut Yehudit）
身份的起源為以色列聯合黨內的猶太領導運動，該運動由莫舍·費格林於1995年建立，以通過它獲得該黨的領導，最終在2012年以色列聯合黨領導選舉中獲得23％的選票。在2013年的選舉中，費格林當選為第19屆議會議員，並擔任副議長。
在班傑明·納坦尼雅胡採取措施壓制費格林在黨內的勢力之後，費格林認為繼續在以色列聯合黨內行動，不可能對該黨政治產生任何影響。2015年，他退出該黨，組建了身份黨，該黨於當年晚些時候正式登記。

### 民調
在2019年之前，身份黨從未被民調機構列入投票，但2017年4月的內部民意調查顯示，如果該黨能超過3.25％的選舉門檻，其可能會贏得多達12個席次。而在該黨舉行第一次公開初選之後，各組織進行的每項民意調查都顯示身份黨將超過門檻，獲得4-8個席位左右。
在2019年3月下旬，全國學生聯盟進行的一項民意調查發現，身份黨是以色列大學生中第二大受歡迎的政黨（僅次於藍與白）。

### 2019年4月議會選舉
費格林表示，他對班傑明·納坦尼雅胡和他的主要競選對手本尼·甘茨沒有偏好。
除了大麻合法化的條件外，身份黨還要求在下一屆政府中能有財政和教育這兩個內閣部長的職位。費格林還表示，他不會加入願意放棄以色列土地的政府。

### 2019年9月議會選舉
在2019年4月的大選中，身分僅得到了2.74%的得票率，未能取得議會席次，費格林於5月30日宣布身分將參加9月的大選。他表示願意作為右翼聯盟的一部分參與大選，並敦促“所有將自己視為自由陣營一部分的政治人物”加入其中。費格林和新右派領導人內夫泰利·班尼特在一次被稱為“漫長但積極”的會議上討論了選舉聯盟的可能性。
費格林還表示，儘管該黨的政治思想和原則沒有變化，但它會做出一些戰略性的調整，包括明確強調它是一個右翼政黨，並且不再使大麻合法化成為加入政府的條件。
而在新右派並與右翼政黨聯盟組成聯合右翼後，阿耶萊特·沙凱德表示願意將身分和猶太力量納入聯盟當中。在聯合黨內部民意調查顯示雙方能共同通過選舉門檻之後，身分與猶太力量就聯合名單的可能進行直接會談，並得到內塔尼亞胡的支持。然而，費格林最終宣布身分將獨自競選，並指責沙凱德在與右翼政黨聯盟的談判中無視他的政黨。
內塔尼亞胡後來呼籲身分退出選舉，並提出其會幫忙支付該黨的債務並提議將該黨與以色列聯合黨統一。其最初拒絕了這一提議，聲稱這樣支持該黨的選民將轉而支持藍與白或以色列是我們的家園甚至棄權。內塔尼亞胡隨後與費格林會面，向他提供財政部的部長職位，採用身分的一些經濟政策，並承諾只要身分放棄競選就會支持醫療大麻合法化。費格林隨後宣布，如果他收到一份令人滿意的提議，他將交由該黨黨員投票。
2019年8月29日，費格林宣布與內塔尼亞胡達成協議，該黨將退出選舉，並將協議交由身分黨員的批准。根據該協議的條款，以色列聯合黨和該黨不會合併，但費格林將擔任下屆政府的部長，下一屆政府將實施身分的一些經濟政策和大麻合法化。
9月1日，身分黨員批准了這份協議，因此該黨停止競選。

## 政治思想
身份的政治思想包括以下內容：  
- 反對各種脅迫：宗教，反宗教，經濟，文化或教育; 並最大限度地減少國家干預個人的生命和自由。
- 政府部門的數量從29個逐漸減少到只剩11個。
- 許可公司出售大麻，購買年齡限制為21歲。
- 通過採用單一稅率降低稅率，同樣降低所有公司的公司稅，逐步取消關稅和進口配額。
- 通過引入學券制改革教育。
- 通過土地私有化，廢除規劃和建立委員會以及消除約旦河西岸的建築凍結來降低住房價格。
- 根據具有獎品和質量條件的合同對國有醫院進行私有化。
- 將宗教和文化事務從國家轉移到社區。
- 改革司法制度，將其分為民法和哈拉卡。
- 廢除首席拉比對私人問題的壟斷，並將其預算削減。
- 廢除婚姻登記; 婚姻將由每對夫婦單獨定義。
- 保護言論自由和媒體，取消強制性廣播許可證。
- 保護保留和攜帶武器的權利，並將其擴展到所有公民（不僅是前士兵）。
- 通過禁止對非暴力公民不服從使用武力消除警察暴行，並允許社區任命自己的警察局長。
- 取消生物識別數據庫，因為它侵犯了隱私權。
- 將以色列的全部主權擴張至所有的以色列實質佔領的所有土地。
  - 在約旦河西岸：廢止《奧斯陸協議》。
  - 在加薩地帶：哈馬斯對以色列的任何攻擊必須通過全面重新征服加薩來應對。
  - 將向恐怖分子提供和平撤離的選擇，並為個人非猶太人提供三種選擇：經濟上協助移民到他們選擇的目的地; 宣布對以色列的忠誠後，永久居留身份（平等權利，投票權除外）; 或者在進行軍事或國民服務時以及經過徹底審查後的以色列公民身份（完全平等的權利）。
- 以色列國防軍（IDF）從征兵到專業志願軍逐步過渡，允許公民只接受最基本的訓練。
- 結束美國對以色列的所有援助，因為它損害了以色列的經濟獨立和貿易自由。

## 领导
| 領導 | 領導 | 領導        | 上任 |
| ---- | ---- | ----------- | ---- |
|      |      | 莫舍·費格林 | 2015 |